# ピアノーザ島
ピアノーザ島（ピアノーザとう、イタリア語: Isola di Pianosa）は、ティレニア海に浮かぶイタリアの島でトスカーナ群島の一つである。
北に位置するエルバ島のカンポ・ネッレルバというコムーネに属する。
第二次世界大戦中のアメリカ軍を描いた小説「キャッチ=22」の舞台としても知られる。